# Thomas William Coke (1. hrabia Leicester)
Thomas William Coke (ur. 6 maja 1754 w Londynie, zm. 30 czerwca 1842 w Longford Hall w Derbyshire) – brytyjski arystokrata i polityk, syn Wenmana Coke'a i Elizabeth Chambelayne, córki George’a Chambelayne’a.
Thomas Coke stał się sławny dzięki wdrożeniu w swoim majątku ziemskim Holkham w hrabstwie Norfolk metod zaawansowanej ekonomiki produkcji zwierzęcej. Jest dzięki temu uważany za jednego z pionierów brytyjskiej rewolucji rolniczej. Działania w zakresie poprawy wydajności swoich posiadłości Coke podjął w 1776 r. i kontynuował aż do swojej śmierci. W swojej posiadłości organizował coś na kształt współczesnych targów rolniczych na których prezentowane były najlepsze okazy trzody chlewnej, bydła, owiec, nie tylko z okolicy, ale także z innych krajów.
Kilkakrotnie zasiadał w Izbie Gmin. W latach 1776–1784, 1790–1807 i 1807–1837 reprezentował okręg Norfolk. Przez kilka miesięcy 1807 r. był reprezentantem okręgu Derby.
Przez całe życie był powszechnie nazywany „Coke z Norfolk” (Coke of Norfolk). Podobno aż siedmiokrotnie odrzucał propozycje przyjęcia tytułu parowskiego składane mu przez kolejnych premierów – wigowie oferowali mu je w nagrodę, torysi jako łapówkę. Ostatecznie w 1837 r. przyjął ofiarowany mu przez królową Wiktorię tytuł hrabiego Leicester i zasiadł w Izbie Lordów.
5 października 1775 r. poślubił Jane Dutton (zm. 2 czerwca 1800), córkę Jamesa Duttona i Jane Bond, córki Christophera Bonda. Thomas i Jane mieli razem trzy córki:
- Jane Elizabeth Coke (zm. 29 kwietnia 1863), żona Charlesa Howarda, wicehrabiego Andover, i admirała sir Henry’ego Digby, miała dzieci z drugiego małżeństwa
- Elizabeth Wilhelmina Coke (zm. 30 października 1873), żona Johna Stanhope’a, nie miała dzieci
- Anne Margaret Coke (23 stycznia 1779 – 23 maja 1843), żona Thomasa Ansona, 1. wicehrabiego Anson, miała dzieci

26 lutego 1822 r. poślubił lady Anne Amelię Keppel (1803 – 22 lipca 1844), córkę Williama Keppela, 4. hrabiego Albemarle, i Elizabeth Southwell, córki 20. barona de Clifford. Thomas i Anne mieli razem czterech synów i jedną córkę:
- Thomas William Coke (26 grudnia 1822 – 24 stycznia 1909), 2. hrabia Leicester
- Edward Keppel Coke (20 sierpnia 1824 – 26 maja 1889), ożenił się z Dianą Agar-Robartes, nie miał dzieci
- Henry John Coke (3 stycznia 1827 – 12 listopada 1916), ożenił się z lady Katherine Egerton, miał dzieci
- podpułkownik Wenman Clarence Walpole Coke (13 lipca 1828 – 10 stycznia 1907)
- Margaret Sophia Coke (ok. 1829 – 4 listopada 1868), żona Archibalda Macdonalda, 3. baroneta, nie miała dzieci